# Проспект Слави (платформа)
Проспект Слави — зупинний пункт Вітебської лінії Жовтневої залізниці в межах Санкт-Петербурга. Розташований у місця перетину з проспектом Слави, звідси і назва. На платформі зупиняються всі приміські електропоїзди.
Виходи з платформи — через підземний перехід — на Вітебський проспект і на Белградську вулицю.

## Історія
Перша згадка про будівництво платформи в селі Купчино датується 1872 роком, про що свідчить запис в архіві.
У покажчику за 1873 рік надруковано, що по неділях поїзда відправляються з С.-Петербурга о 8 год. ранку і з Царського Села 5 год. 30 хв по полудні зупиняються у знову влаштованій платформі при селі Купчино. У наступних покажчиках платформа відсутня, можливо зупинка поїздів не проводилася через низький пасажирообіг. Повторно платформа була влаштована в 1922 році.
У 1974 році була перейменована на Проспект Слави після того, як в 1972 році були відкриті станція метро «Купчино» і залізнична платформа Купчино поруч з нею.